# Zábor
Zábor (szlovákul: Záborie) község Szlovákiában, a Zsolnai kerületben, a Turócszentmártoni járásban.

## Fekvése
Turócszentmártontól 8 km-re délkeletre fekszik.

## Története
A települést 1353-ban „Zabor” alakban említik először. 1360-ban „Zabor”, 1490-ben „Zaborfalwa” alakban szerepel a korabeli forrásokban. A 19. századig a Záborszky család birtoka, 1730-tól kisebb birtokaik a Zrubkiaknak és Chevanoknak is voltak a faluban. 1784-ben 36 házában 215 lakos élt.
A 18. század végén Vályi András így ír róla: „ZABOR. Zaborja. Tót falu Túrócz Várm. földes Ura Zaborszky Uraság, lakosai evangelikusok, fekszik Szent Helénának szomszédságában, mellynek filiája; határja gyümöltsel bővelkedik.”
1828-ban 59 házában 218 lakos élt.
Fényes Elek 1851-ben kiadott geográfiai szótárában így ír a faluról: „Zábor, Thurócz vm. tót falu, a Jordán patakja mellett. Táplál 8 kath., 210 evang. lak., sok alma, szilva, vizimalom. F. u. Záborszky család. Ut. p. Thurócz-Zsámbokrét.”
1880 és 1910 között sok lakója kivándorolt a tengerentúlra. Lakói főként mezőgazdasággal foglalkoztak, de elterjedt volt a vászonszövés is. A trianoni diktátumig Turóc vármegye Turócszentmártoni járásához tartozott.

## Népessége
| Év:            | 1994. | 2004.   | 2014.    | 2024.   |
| -------------- | ----- | ------- | -------- | ------- |
| Emberek száma: | 116   | 123     | 156      | 171     |
| Eltérés:       |       | +6,03 % | +26,82 % | +9,61 % |

| Év:            | 2023. | 2024.   |
| -------------- | ----- | ------- |
| Emberek száma: | 169   | 171     |
| Eltérés:       |       | +1,18 % |

1910-ben 152, túlnyomórészt szlovák lakosa volt.
2001-ben 119 szlovák lakosa volt.
2011-ben 142 lakosából 136 szlovák.

## Híres emberek
- Itt született Jonáš Záborský szlovák író, akinek emlékére emlékszobát rendeztek be a községháza épületében.

## Nevezetességei

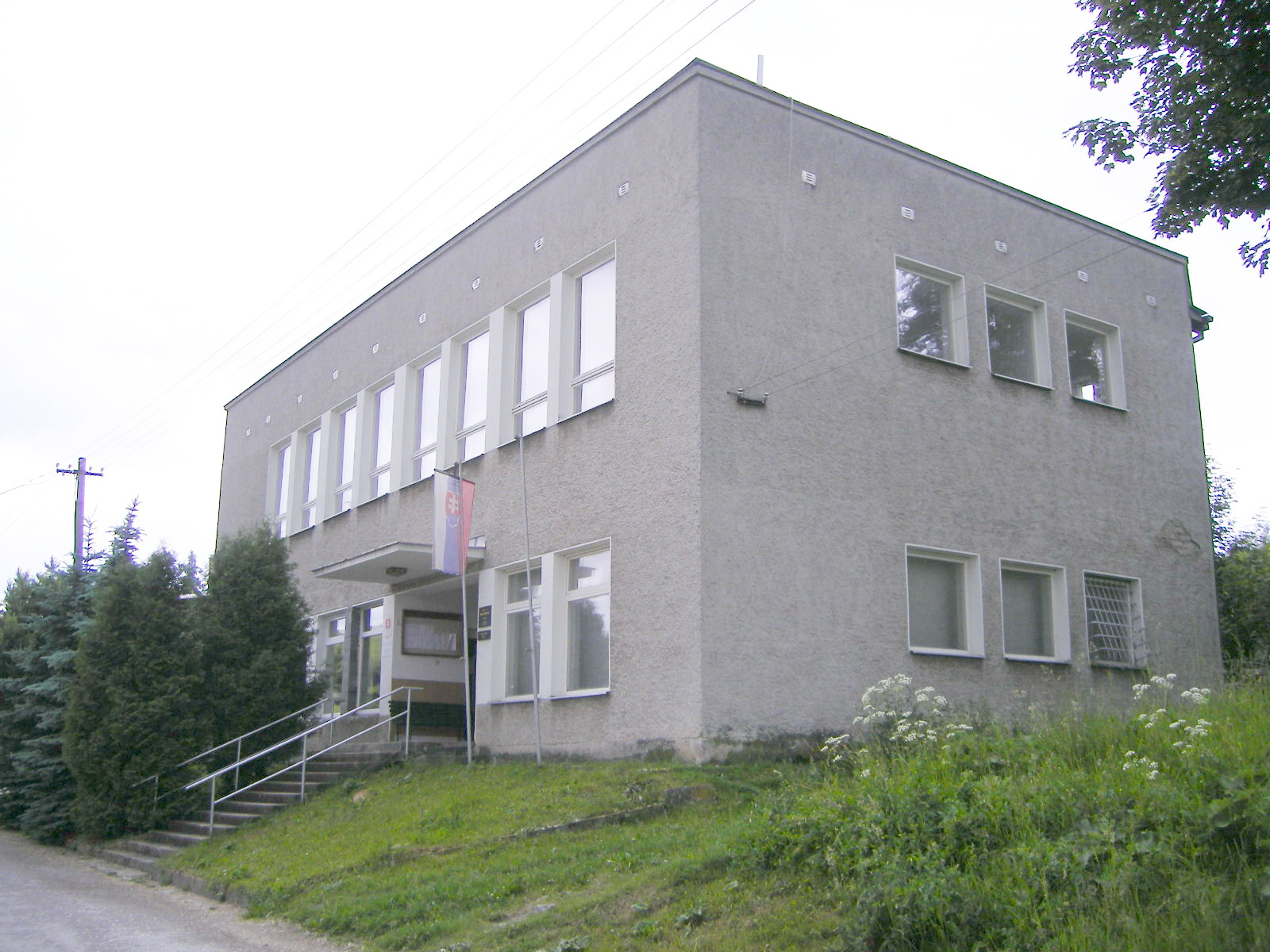
Zábor - községháza
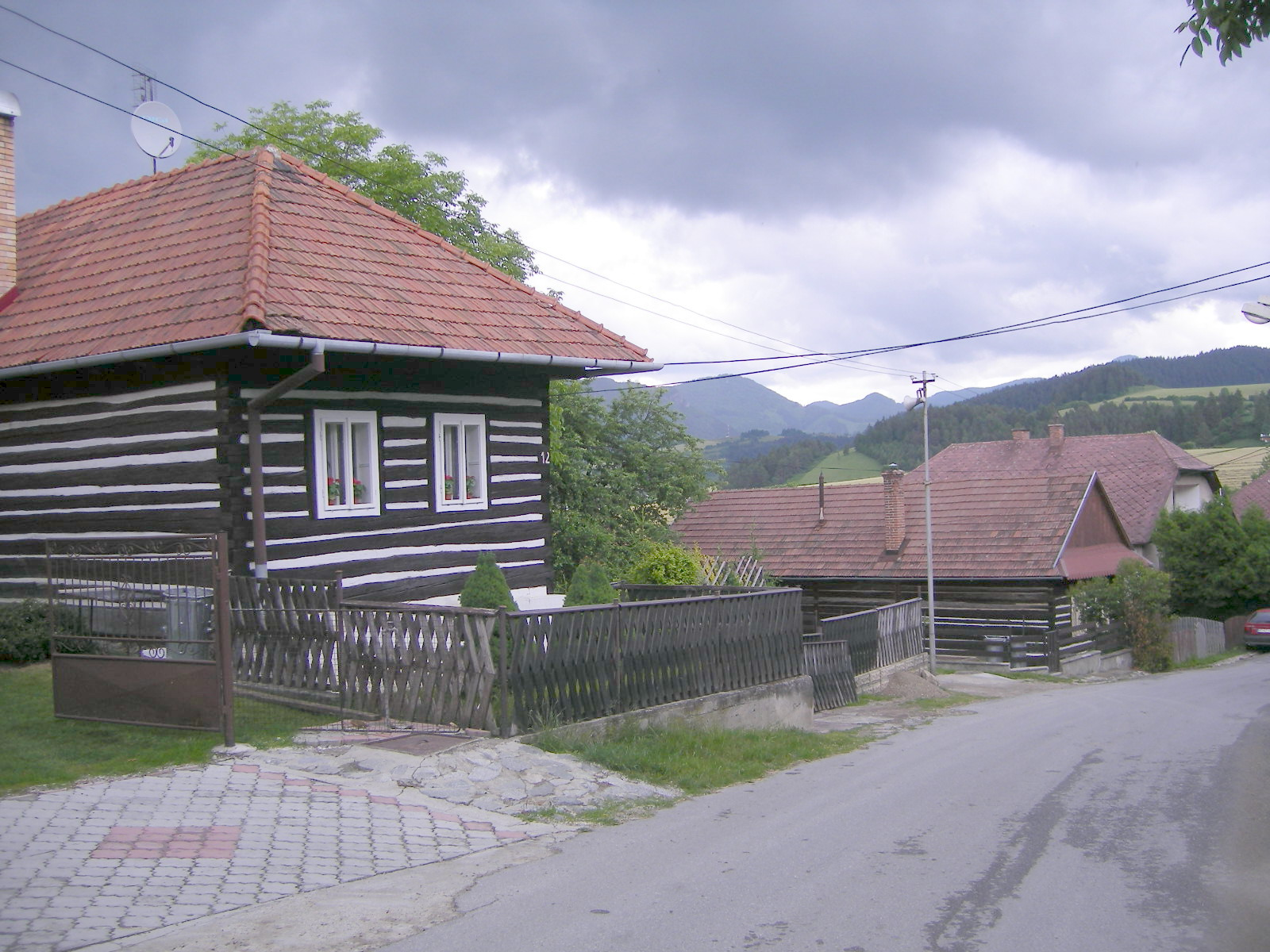
Jellegzetes zábori házak

- A falu fa haranglába a 19. században készült.
- Jonáš Záborský emléktáblája a szülőháza helyén.

## Külső hivatkozások
- E-obce.sk Archiválva 2009. szeptember 12-i dátummal a Wayback Machine-ben
- Községinfó
- Zábor Szlovákia térképén
- Zábor a szlovák múzeumok honlapján